# Claude Pajon
Pour les articles homonymes, voir Pajon.
Claude Pajon, sieur de La Dure (17 février 1626, Romorantin - 27 septembre 1685, château du Carré, près Orléans), est un théologien protestant français.
Il fut ministre protestant à Marchenoir et Orléans. Il s'est distingué dans sa communion par plusieurs traités philosophiques, et par un système sur le libre arbitre et la grâce, système connu sous le nom de pajonisme, et vivement combattu par Jurieu.

## Biographie
Claude Pajon est le fils de Claude Pajon, sieur de Léjumeau, conseiller du roi à Romorantin et avocat du roi à Blois, et de Madeleine Lefevre. Isaac Papin est son neveu et Paul Boësnier de l'Orme son petit-neveu.
Pajon fit ses études à l’académie de Saumur, ou il soutint deux thèses, l'une De necessitate baptismi, sous la présidence d'Amyraut, l'autre De ministerii Verbi divini necessitate, sous celle de Louis Cappel. En 1650, il fut donné pour pasteur à l'église de Marchenoir, comme successeur de Jean Ardillon, et ne tarda pas à se faire remarquer par la pénétration, la justesse et la netteté de son esprit. Appelé en 1655, à prêcher devant le synode de l'Anjou, il laisse percer quelques opinions qui lui étaient particulières sur la prédestination et la grâce. Plusieurs de ses collègues, calvinistes zélés, s'en montrèrent scandalisés ; leur influence toutefois n'alla pas jusqu'à empêcher la nomination de Pajon à une chaire de théologie dans l'académie de Saumur, en 1666, mais Jurieu, qui débutait dans son rôle de défenseur officieux de l'orthodoxie, se donna tant de mouvement et fit tant de bruit, que, dès l'année suivante, le synode de l’Anjou se crut obligé de soumettre à un examen rigoureux une doctrine qui, au dire de ses adversaires, mettait en péril la véritable religion. Après de longs débats, les principes de Pajon furent reconnus moins dangereux qu'on ne le prétendait, et il fut maintenu dans son poste; mais fatigué de ses querelles et sachant fort bien qu'il n'y avait ni paix ni trêve à attendre des orthodoxes, il saisit la première occasion qui s'offrit de quitter sa chaire. La mort de Perreaux, ministre d’Orléans, dont il épousa plus tard la fille, lui permit de mettre en exécution son projet, en 1668; il accepta la vocation qui lui fut adressée par cette église.
Pajon espérait jouir de plus de tranquillité, parce qu’il serait moins en évidence ; il se trompait. Malgré l’extrême réserve qu’il mettait dans la manifestation de ses sentiments, malgré le service qu’il rendit à l’Église protestante en réfutant avec une grande supériorité de talent un écrit de Nicole, il ne put se soustraire aux attaques de plus en plus vives des défenseurs de la prédestination absolue, exaspérés par les progrès du « pajonisme », dont les partisans se multipliaient rapidement. En 1677, Jurieu vint à Paris pour se concerter avec Claude, Daillé et quelques autres théologien en renom sur les moyens de faire condamner sa doctrine. Sous leur influence, les synodes d’Ile-de-France, de Normandie et d’Anjou, condamnèrent, peu de temps après, rejetèrent comme entachées de pélagianisme et d’arminianisme les opinions nouvelles du disciple d’Amyrault sur le concours de la volonté humaine dans l’œuvre de la régénération, sans toutefois nommer Pajon dans la décision. Ensuite, l’académie de Sedan, à laquelle le Consistoire de Charenton communiqua ce que le synode de l’Ile-de-France avait fait, prit un décret sur cette matière. L’année suivant la mort de Pajon, le pajonisme fut condamné à Rotterdam, dans le synode wallon. On lui doit une cinquantaine d'écrits.
Il avait épousé Catherine Testard, fille ainée de Paul Testard, sieur de La Fontaine, ministre protestant à Blois, et de Catherine Dufour, née à Blois, le 2 février 1629, laquelle mourut à Marchenoir, le 10 septembre 1660 et, en secondes noces, à Orléans le 4 novembre 1670, Esther Perrault, fille de N. Perrault, ministre de l’Église protestante d’Orléans, et d’Esther Dumas.
Il est le père de Claude Pajon ( -1748), bâtonnier des avocats du Parlement de Paris, le beau-père de Pierre Samuel Crommelin, négociant à Saint-Quentin, et le grand-père de Henri Pajon.
Ses descendants abjureront le protestantisme et se convertiront au catholicisme. L'un d'eux, prêtre de l'Oratoire, devient curé de Notre-Dame-de-Lorette.

## Publications
- Sermon sur II Cor. III, 1666.
- Examen du livre qui porte pour titre : Réponse au préjugés légitimes contre les calvinistes, 1673.
- Remarques sur l'avertissement pastoral, 1685.

### Sources
- E. André Mailhet, Claude Pajon : sa vie, son système religieux, ses controverses : d'après des documents entièrement inédits, Paris, Librairie Fischbacher, 1883.
- Eugène et Émile Haag, La France protestante, ou Vies des protestants français qui se sont fait un nom dans l'histoire depuis les premiers temps de la réformation jusqu'à la reconnaissance du principe de la liberté des cultes par l'Assemblée nationale ; ouvrage précédé d'une Notice historique sur le protestantisme en France ; suivi des Pièces justificatives et rédigé sur des documents en grande partie inédits.
- « Claude Pajon », dans Pierre Larousse, Grand dictionnaire universel du XIXe siècle, Paris, Administration du grand dictionnaire universel, 15 vol., 1863-1890 [détail des éditions].
- Camille-Marie-Louis de Belenet, Notice généalogique sur la famille Papin, son existence ancienne, sa noblesse, ses alliances, ses illustrations, C. Migault, Blois 1893.